# Gosel (Ponitz)
Gosel ist ein Teil der Agglomeration von Ponitz, der gleichnamigen Gemeinde im Landkreis Altenburger Land in Thüringen. Jenseits der Landesgrenze zu Sachsen liegt der zur Stadt Crimmitschau gehörige, gleichnamige Ort Gosel.

## Geografie

### Lage
Die Gemarkung des Ortsteils Gosel befindet sich an der Crimmitschauer Straße südlich des Ponitzer Ortskerns. Gosel liegt an der Pleiße im Südteil des Altenburger-Lösshügellands nordwestlich von Meerane und südlich von Gößnitz. Im Süden führt die Bundesautobahn 4 und im Westen die Bahnstrecke Leipzig–Hof vorbei.

### Nachbarorte
| Grünberg             | Ponitz                                      | Schönhain   |
|                      | Kompassrose, die auf Nachbargemeinden zeigt |             |
| Gosel (Crimmitschau) |                                             | Waldsachsen |

## Geschichte

### 14. bis 19. Jahrhundert
Neben dem Hauptort Ponitz wird die Kerngemeinde Ponitz aus den historischen Ortsteilen Gosel und Schönhain gebildet. Das Dorf Gosel wurde im Jahr 1315 erstmals urkundlich genannt. Bis in die Gegenwart wird Gosel durch eine Landesgrenze getrennt. Im 19. Jahrhundert hatte der Gesamtort 22 Häuser mit 135 Einwohnern, von denen drei Güter mit 27 Einwohnern als Gosel (sächs. Ant.) bezeichnet wurden.
Der größere Anteil von Gosel wurde als Gosel (altenb. Ant.) bezeichnet, der aus einem zusammenhängenden Siedlungsgebiet im Norden und Splitterflächen im Süden bestand. Diese waren durch den sächsischen Anteil von Gosel vom Rest des altenburgischen Anteils getrennt, der mit der Grundherrschaft des Ritterguts Frankenhausen bis 1856 politisch zum kursächsischen bzw. königlich-sächsischen
Amt Zwickau, danach zum Gerichtsamt Crimmitschau und ab 1875 zur sächsischen Amtshauptmannschaft Zwickau gehörte.
Gosel (altenb. Ant.) war kirchlich der Kirche von Ponitz zugeordnet, während Gosel (sächs. Ant.) kirchlich und schulisch zu Frankenhausen gehörte, in den dieses um 1875 auch eingemeindet wurde. Gosel (altenb. Ant.) gehörte zur Grundherrschaft des Schlosses Ponitz, mit dem der Ort zum wettinischen Amt Altenburg gehörte, welches ab dem 16. Jahrhundert aufgrund mehrerer Teilungen im Lauf seines Bestehens unter der Hoheit folgender Ernestinischer Herzogtümer stand: Herzogtum Sachsen (1554 bis 1572), Herzogtum Sachsen-Weimar (1572 bis 1603), Herzogtum Sachsen-Altenburg (1603 bis 1672), Herzogtum Sachsen-Gotha-Altenburg (1672 bis 1826). Bei der Neuordnung der Ernestinischen Herzogtümer im Jahr 1826 kam Gosel (altenb. Ant.) als Ortsteil von Ponitz wiederum zum Herzogtum Sachsen-Altenburg. Nach der Verwaltungsreform im Herzogtum gehörte der Ort bezüglich der Verwaltung zum Ostkreis (bis 1900) bzw. zum Landratsamt Ronneburg (ab 1900).

### 20. Jahrhundert bis zur Gegenwart
Der Ponitzer Ortsteil Gosel gehörte ab 1918 zum Freistaat Sachsen-Altenburg, der 1920 im Land Thüringen aufging. 1922 kam er zum Landkreis Altenburg. Im Jahr 1928 erfolgte ein Gebietsaustausch und eine Grenzbereinigung zwischen dem Freistaat Sachsen und dem Land Thüringen. Dadurch wurden die in Sachsen liegenden Splitterflächen des zum thüringischen Ponitz gehörigen Anteils von Gosel an Sachsen abgetreten und nach Frankenhausen (seit 1950 Ortsteil von Crimmitschau) eingegliedert. Dadurch erhielt das sächsische Gosel eine zusammenhängende, vergrößerte Ortsflur.
Bei der zweiten Kreisreform in der DDR wurden 1952 die bestehenden Länder aufgelöst und die Landkreise neu zugeschnitten. Somit kam das thüringische Gosel als Ortsteil von Ponitz mit dem Kreis Schmölln an den Bezirk Leipzig, der seit 1990 als Landkreis Schmölln zu Thüringen gehörte und bei der thüringischen Kreisreform 1994 im Landkreis Altenburger Land aufging.